# Diapericera
Diapericera es un género de insecto coleóptero de la familia Chrysomelidae, subfamilia Clytrinae.

## Especies
- Diapericera cornellsbergi Erber & Medvedev, 2003
- Diapericera karooensis Erber & Medvedev, 2003